# NGC 6170
NGC 6170 (ook: NGC 6176) is een elliptisch sterrenstelsel in het sterrenbeeld Draak. Het hemelobject werd op 9 juli 1886 ontdekt door de Amerikaanse astronoom Lewis A. Swift.

## Synoniemen
- MCG 10-23-76
- ZWG 298.38
- NPM1G +59.0187
- PGC 58188